# جان محمد بلوچ
جان محمد بلوچ (انگلیسی: Jan Muhammad Baloch; ۱۹۵۰ – ۳ اوت ۲۰۱۲) بوکسور اهل پاکستان بود.